# Bondoufle
Bondoufle és un municipi francès, situat al departament de l'Essonne i a la regió de Illa de França. L'any 2007 tenia 9.451 habitants.
Forma part del cantó de Ris-Orangis i del districte d'Évry. I des del 2016 de la Comunitat d'aglomeració Grand Paris Sud Seine-Essonne-Sénart.

## Demografia

### Població
El 2007 la població de fet de Bondoufle era de 9.451 persones. Hi havia 3.196 famílies, de les quals 419 eren unipersonals (147 homes vivint sols i 272 dones vivint soles), 887 parelles sense fills, 1.577 parelles amb fills i 313 famílies monoparentals amb fills.
La població ha evolucionat segons el següent gràfic:
Habitants censats

### Habitatges
El 2007 hi havia 3.271 habitatges, 3.235 eren l'habitatge principal de la família, 15 eren segones residències i 21 estaven desocupats. 2.727 eren cases i 518 eren apartaments. Dels 3.235 habitatges principals, 2.729 estaven ocupats pels seus propietaris, 461 estaven llogats i ocupats pels llogaters i 46 estaven cedits a títol gratuït; 23 tenien una cambra, 85 en tenien dues, 290 en tenien tres, 904 en tenien quatre i 1.933 en tenien cinc o més. 2.964 habitatges disposaven pel capbaix d'una plaça de pàrquing. A 1.280 habitatges hi havia un automòbil i a 1.828 n'hi havia dos o més.

### Piràmide de població
La piràmide de població per edats i sexe el 2009 era:
| Homes | Edats   | Dones |
| ----- | ------- | ----- |
| 0     | 95 o +  | 4     |
| 8     | 90 a 94 | 16    |
| 8     | 85 a 89 | 12    |
| 0     | 80 a 84 | 20    |
| 32    | 75 a 79 | 40    |
| 32    | 70 a 74 | 32    |
| 124   | 65 a 69 | 76    |
| 172   | 60 a 64 | 184   |
| 344   | 55 a 59 | 280   |
| 456   | 50 a 54 | 504   |
| 368   | 45 a 49 | 392   |
| 468   | 40 a 44 | 396   |
| 344   | 35 a 39 | 444   |
| 304   | 30 a 34 | 320   |
| 288   | 25 a 29 | 256   |
| 332   | 20 a 24 | 276   |
| 376   | 15 a 19 | 300   |
| 424   | 10 a 14 | 316   |
| 432   | 5 a 9   | 272   |
| 268   | 0 a 4   | 236   |

## Economia
El 2007 la població en edat de treballar era de 6.620 persones, 4.897 eren actives i 1.723 eren inactives. De les 4.897 persones actives 4.591 estaven ocupades (2.365 homes i 2.226 dones) i 306 estaven aturades (153 homes i 153 dones). De les 1.723 persones inactives 540 estaven jubilades, 745 estaven estudiant i 438 estaven classificades com a «altres inactius».

### Ingressos
El 2009 a Bondoufle hi havia 3.191 unitats fiscals que integraven 9.219 persones, la mediana anual d'ingressos fiscals per persona era de 24.594 €.

### Activitats econòmiques
Dels 537 establiments que hi havia el 2007, 2 eren d'empreses extractives, 6 d'empreses alimentàries, 1 d'una empresa de coc i refinatge, 22 d'empreses de fabricació de material elèctric, 1 d'una empresa de fabricació d'elements pel transport, 64 d'empreses de fabricació d'altres productes industrials, 49 d'empreses de construcció, 117 d'empreses de comerç i reparació d'automòbils, 41 d'empreses de transport, 20 d'empreses d'hostatgeria i restauració, 20 d'empreses d'informació i comunicació, 34 d'empreses financeres, 17 d'empreses immobiliàries, 73 d'empreses de serveis, 49 d'entitats de l'administració pública i 21 d'empreses classificades com a «altres activitats de serveis».
Dels 86 establiments de servei als particulars que hi havia el 2009, 1 era una gendarmeria, 1 oficina de correu, 4 oficines bancàries, 4 tallers de reparació d'automòbils i de material agrícola, 3 establiments de lloguer de cotxes, 1 autoescola, 12 paletes, 2 guixaires pintors, 8 fusteries, 5 lampisteries, 8 electricistes, 4 empreses de construcció, 3 perruqueries, 1 veterinari, 16 restaurants, 7 agències immobiliàries, 2 tintoreries i 4 salons de bellesa.
Dels 9 establiments comercials que hi havia el 2009, 1 era un hipermercat, 1 un supermercat, 2 fleques, 1 una peixateria, 1 una llibreria, 1 una sabateria i 2 floristeries.

## Equipaments sanitaris i escolars
Els 3 equipaments sanitaris que hi havia el 2009 eren farmàcies.
El 2009 hi havia 4 escoles maternals i 4 escoles elementals. A Bondoufle hi havia 1 col·legi d'educació secundària i 1 liceu d'ensenyament general. Als col·legis d'educació secundària hi havia 575 alumnes i als liceus d'ensenyament general 801.

## Poblacions properes
El següent diagrama mostra les poblacions més properes.